# Theresiakapel (Bolnes)
De Theresiakapel is een rooms-katholieke kapel aan de Donckselaan in Bolnes in de Nederlandse provincie Zuid-Holland.
In Slikkerveer en het naastgelegen Bolnes vestigden zich in de 19e en 20e eeuw diverse scheepswerven en aanverwante bedrijven in verband met de uitbreidende Rotterdamse haven. De arbeiders kwamen uit het katholieke Noord-Brabant. In 1896 werd voor hen een eerste houten kerkgebouw in gebruik genomen, die onder de parochie van Ridderkerk viel. De houten kapel werd in 1930 vervangen door het huidige stenen gebouw, dat op 3 oktober van dat jaar plechtig werd ingewijd. 
De kapel werd ontworpen door architect H.P.J. de Vries. Het is een zaalkerk, met een kleine geveltoren in traditionalistische stijl. De kapel is gewijd aan de heilige Theresia van Lisieux.
De kapel is een gemeentelijk monument. Het gebouw wordt tot op heden gebruikt door de parochie Sint-Joris.

## Bron
- Parochie Sint-Joris
- Reliwiki - Slikkerveer, Donckselaan 10a - Theresiakapel